# Electric Music for the Mind and Body
Albums de Country Joe and the Fish
I-Feel-Like-I'm-Fixin'-to-Die
(1967)
Electric Music for the Mind and Body est le premier album de Country Joe and the Fish et l’un des premiers albums psychédéliques à sortir de San Francisco en 1967. Beaucoup de gens calculaient leur trip à l’acid en fonction des prestations du groupe à l’Avalon Ballroom ou au Fillmore où ils jouaient régulièrement.
L'album est cité dans l'ouvrage de référence de Robert Dimery Les 1001 albums qu'il faut avoir écoutés dans sa vie.

## Liste des pistes
1. "Flying High" (Joe McDonald) – 2:38
2. "Not So Sweet Martha Lorraine" (McDonald) – 4:21
3. "Death Sound Blues" (McDonald) – 4:23 ("Death Sound" sur la version mono de l'album)
4. "Happiness Is a Porpoise Mouth" (McDonald) – 2:48 ("Porpoise Mouth" sur la version mono de l'album)
5. "Section 43" (McDonald) – 7:23
6. "Superbird" (McDonald) – 2:04
7. "Sad and Lonely Times" (McDonald) – 2:23
8. "Love" (McDonald, Melton, Cohen, Barthol, Gunning, Hirsh) – 2:19
9. "Bass Strings" (McDonald) – 4:58
10. "The Masked Marauder" (McDonald) – 3:10
11. "Grace" (McDonald) – 7:03

## Musiciens
- Country Joe McDonald : chant, guitare, tambourin
- Barry Melton : chant, guitare
- David Cohen : guitare, orgue
- Bruce Barthol : basse, harmonica
- Gary "Chicken" Hirsh : batterie

## Sources
- (en) Cet article est partiellement ou en totalité issu de l’article de Wikipédia en anglais intitulé « Electric Music for the Mind and Body » (voir la liste des auteurs).